# Сатат
Сата́т (осет. Сатъат)  — село в Алагирском районе Республики Северная Осетия — Алания. Входит в состав Зарамагского сельского поселения. Код Федеральной налоговой службы 1514. 

## Географическое положение
Село расположено в Мамисонском ущелье, на левом берегу реки Мамисондон. Находится в 3 км к юго-западу от центра сельского поселения Нижний Зарамаг, в 54 км к югу от районного центра Алагир и в 88 км к юго-западу от Владикавказа.

## Население
| 2002 | 2010 | 2021 |
| ---- | ---- | ---- |
| 10   | ↗17  | ↘12  |

## Достопримечательности
В селении сохранились родовые башни и ганах Туаевых. 

## Известные уроженцы
- Туаев Давид Афанасьевич (1902—1964) — осетинский драматург и писатель.

## Топографические карты
- Лист карты K-38-29 Алагир. Масштаб: 1 : 100 000. Состояние местности на 1984 год. Издание 1988 г.